# Нагдалян, Эрмине Микаэловна
Эрмине́ Микаэ́ловна Нагдаля́н (арм. Հերմինե  Նաղդալյան), (28 июля 1960, Ереван, Армянская ССР) — армянский политический и общественный деятель.
- 1981 — окончила Ереванский институт народного хозяйства. Кандидат экономических наук.
- 1981—1989 — работала в армянском филиале всесоюзного НИИ потребительской кооперации в качестве младшего, затем, старшего научного сотрудника, заведующей подразделом, заведующей отделом.
- 1989—1991 — исполнительный директор Союза кооперативов Армении.
- 1991 — президент Союза предпринимателей Армении.
- 1995 — член постоянной комиссии Национального собрания Армении по финансово-кредитным, бюджетным и экономическим вопросам. Член фракции «Республика», затем член депутатской группы «Еркрапа».
- 1999 — член постоянной комиссии по финансово-кредитным, бюджетным и экономическим вопросам. Член фракции «Миаснутюн».
- 2003 — член временной комиссии по изучению возможностей восстановления и компенсации сберегательных вкладов граждан Армении, вложенных в «Армсбербанк». Президент ассоциации деловых женщин. Член РПА.

## Награды
- Медаль «За заслуги перед Отечеством» 1-й степени (28 декабря 2016 года) — за активное участие в общественно-политической жизни и законотворческих процессах Армении[1].
- Медаль Мхитара Гоша (14 сентября 2011 года) — по случаю 20-летия независимости Республики Армения, за активное участие в законотворческих процессах в стране, общественно-политической жизни и вклад в установление демократии[2].
- Медаль «Маршал Баграмян».
- Орден Дружбы (Россия, 19 декабря 2014 года) — за большой вклад в укрепление дружбы и сотрудничества с Российской Федерацией, развитие межпарламентских и культурных связей[3].
- Орден «Содружество» (Межпарламентская ассамблея СНГ, 26 ноября 2015 года) — за активное участие в деятельности Межпарламентской Ассамблеи и её органов, вклад в укрепление дружбы между народами государств — участников Содружества Независимых Государств[4].
- Золотая медаль «МПА СНГ. 20 лет» (Межпарламентская ассамблея СНГ, 11 апреля 2013 года) — за вклад в развитие и совершенствование правовых основ функционирования Содружества Независимых Государств, модельного и национального законодательства государств — участников МПА СНГ, а также в укрепление международных связей и межпарламентского сотрудничества[5].
- Медаль «МПА СНГ. 25 лет» (Межпарламентская ассамблея СНГ, 27 марта 2017 года) — за заслуги в деле развития и укрепления парламентаризма, за вклад в развитие и совершенствование правовых основ функционирования Содружества Независимых Государств, укрепление международных связей и межпарламентского сотрудничества[6].